# Травадореш
Клубе Деспортіву Травадореш або просто «Травадореш»  (порт. Clube Desportivo Travadores) — професіональний кабовердійський футбольний клуб з міста Прая, на острові Сантьягу.

## Герб клубу
Їх герб складається з білого гребеня (навколо якого знаходиться суцільне коло) та золотого орла, який сидить на колі, зелено-червоної стрічки з латинським девізом "E Pluribus Unum", червоно-білого щита з м'ячем по середині та блакитною стрічкою, яка перерізає щит зліва направо, з абревіатурою назви клубу в середині стрічки. Їх майже герб ідентичний гербу Бенфіки, єдина відмінність — колір кола (білий - у клубу з Праї та сіро-блакитного - у лісабонського). Інші логотипи також ідентичні (з деякими незначними варіаціями) як і в Пауленше, Бенфіки (Брава) та «Бенфіка» (Прая) (в даний час грають в другому дивізіоні острову).

## Форма
Форма клубу має суцільний червоний колір, окрім білого комірця на футболці, для домашніх ігор та білу футболку і білі шкарпетки з червоними шортами, які використовуються для виїзних ігор. Колишньою формою клубу була червона футболка і білі шкарпетки з білими шортами, які використовувалися для домашніх ігор.

## Історія клубу
Клуб був заснований 15 жовтня 1930 року в столиці Кабо-Верде місті Прая (на той час — колоніальній). Їх перше острівне чемпіонство було злобуто в ранні роки існування клубу, наступні перемоги були здобуті в 1960, 1968 і 1972 роках, їх найбільший успіх в колоніальному чемпіонаті був досягнутий в 1972 році, коли «Травадореш» виграв єдине національне чемпіонство за весь колоніальний період в історії Кабо-Верде. Після отримання незалежності, клуб виграв два національних чемпіонських титулів в 1994 та в 1996 роках. Їх першим континентальним турніром був Кубок КАФ в 1993 році, де вони грали в попередньому раунді, їх перша поява на наступних стадіях розіграшу турніру була в 1995 році, де «Травадореш» зустрівся з «Реал де Банжул» з Гамбії, а наступна — на 1997 рік, коли клуб брав участь в першому раунді Ліги чемпіонів КАФ, це була їх остання на сьогодні поява на континентальних клубних турнірах під егідою КАФ. Клуб грав на стадіоні «Ештадіу Сукупіра» до 2006 року, коли переїхав на новий «Ештадіу да Варжеа»

## Участь в плей-оф
«Травадореш» вперше брав участь у плей-оф в 1960 році і програв Мінделенше, в 1968 році програли знову тому ж супернику, «Травадореш» виграв свій перший титул в 1972 році після перемоги над Академікою (Мінделу), перший матч завершився нічиєю а другий з рахунком 1:0, ця перемога принесла «Травадореш» єдине колоніальне чемпіонство. Після закінчення колоніального правління в Кабо-Верде, вони брали участь у фіналі незалежного Чемпіонату Кабо-Верде з футболу, вони програли Мінделенше в 1992 році, а через два роки, в 1994 році, вони виграли своє перше чемпіонство в незалежній державі після перемоги над СК «Атлетіку» з острова Сан-Ніколау з рахунком 2-0 та 2-1, вони виграли своє друге і останнє на сьогодні чемпіонство в 1996 році.

## Досягнення
- Чемпіонат Кабо-Верде з футболу: 3

До здобуття незалежності: 1
1972
Після здобуття незалежності: 2
1994, 1996
- Регіональні чемпіонські титули: 8
  - Чемпіонат острова Сантьягу: 7

1959/60, 1967/68, 1971/72, 1991/92, 1993/94, 1995/96, 1999/2000
- - Чемпіонат острова Сантьягу (Південь): 1

2002/03
- Кубок Праї: 1

2013

## Історія виступів у лігах та кубках

### Колоніальна доба
| Рік  | Фінал(и) | Фінал(и) | Клуб                |
| Рік  | 1        | 2        | Клуб                |
| ---- | -------- | -------- | ------------------- |
| 1972 | 2-2      | 1-0      | Академіка (Мінделу) |

### Національний чемпіонат
| Сезон | Див. | Поз. | Іг. | В | Н | П | ЗМ | ПМ | РМ | О | Примітки          | Плей-офф        |
| ----- | ---- | ---- | --- | - | - | - | -- | -- | -- | - | ----------------- | --------------- |
| 2000  | 1A   | 4    | 2   | 0 | 1 | 1 | 2  | 3  | -1 | 1 | Не пробилися      | Не брали участі |
| 2003  | 1B   | 2    | 4   | 2 | 1 | 1 | 7  | 4  | +3 | 7 | Вийшли в плей-офф | Півфіналіст     |

### Острівний (регіональний) чемпіонат
| Сезон   | Див. | Поз. | Іг. | В  | Н | П  | ЗМ | ПМ | РМ  | О  | Кубок      | Суперкубок | Примітки |
| ------- | ---- | ---- | --- | -- | - | -- | -- | -- | --- | -- | ---------- | ---------- | -------- |
| 2012-13 | 2    | -    | -   | -  | - | -  | -  | -  | -   | -  | Переможець |            |          |
| 2013-14 | 2    | 2    | 18  | 13 | 4 | 1  | 37 | 10 | +27 | 43 |            |            |          |
| 2014-15 | 2    | 8    | 18  | 5  | 1 | 12 | 17 | 38 | -21 | 16 |            |            |          |

### Континентальні турніри КАФ
| Сезон | Турнір             | Раунд        | Країна | Суперник       | Вдома | На виїзді |
| ----- | ------------------ | ------------ | ------ | -------------- | ----- | --------- |
| 1993  | Кубок КАФ          | Попередній   |        |                |       |           |
| 1995  | Ліга чемпіонів КАФ | Перший раунд | Гамбія | Реал де Банжул | 1:0   | 0:0       |
| 1997  | Ліга чемпіонів КАФ | Перший раунд |        |                |       |           |

## Склад команди
Станом на 21 листопада 2015 року
| №  | Поз. | Нац.       | Гравець                       |
| -- | ---- | ---------- | ----------------------------- |
| 1  |      | Кабо-Верде | Денілсон Варела               |
| 2  |      | Кабо-Верде | Джоні (Жоау Баптішта Мігуель) |
| 3  |      | Кабо-Верде | Мія (Езек'єль да Вейга)       |
| 4  |      | Кабо-Верде | Гуї Андраде                   |
| 5  |      | Кабо-Верде | Сасса (Карлуш Морену)         |
| 6  |      | Кабо-Верде | Гівалдер да Сілва             |
| 7  |      | Кабо-Верде | Жакельсон (Жакесон Тейшейра)  |
| 8  |      | Кабо-Верде | Озаїр Баєшша                  |
| 10 |      | Кабо-Верде | Аділсон Маріу Реїш            |
| 11 |      | Кабо-Верде | Едуарду Тавареш               |
| 12 | ПЗ   | Нігерія    | Чібіке Окоронкво              |
| 13 |      | Кабо-Верде | Батана (Едмілсон Коррея)      |
| 14 |      | Кабо-Верде | Деу (Аделсон Віейра)          |

| №  | Поз. | Нац.       | Гравець             |
| -- | ---- | ---------- | ------------------- |
| 15 |      |            | Марсіу Лопеш        |
| 16 |      | Кабо-Верде | Елдер Мендоса       |
| 18 |      | Кабо-Верде | Фортунату Гонсалвеш |
| 19 |      | Кабо-Верде | Івандру Коррея      |
| 20 |      | Кабо-Верде | Жозе Перрейра       |
| 21 |      | Кабо-Верде | Кельшу Мендеш       |
| 22 |      | Кабо-Верде | Аділсон Лопеш       |
| 23 |      | Кабо-Верде | Луїш Тавареш        |
| 24 |      | Кабо-Верде | Нермеш Пінту        |
| 25 |      | Кабо-Верде | Жаїр Тавареш        |
| 26 |      |            | Каду Баррету        |
| 27 |      | Кабо-Верде | Бертоні Сантана     |

## Відомі гравці
- Лолоті — захисник, грав у клубі на початку 2000-их років.
- Паулу Жорже Хорта (Маджер) — захисник, грав у 2012 році.
- Тажінью — грав у клубі в 1990-их роках.